# Třída FPB 110
Třída FPB 110 je třída hlídkových lodí vyvinutých francouzskou loděnicí OCEA. Mezi jejich hlavní úkoly patří hlídkování, potírání pirátství a pašeráctví nebo mise SAR. Celkem bylo objednáno 18 jednotek této třídy. Jejich uživateli jsou Francie, Kuvajt a Nigérie.

## Stavba
Francouzská loděnice OCEA po roce 2000 vyvinula pro kuvajtskou pobřežní stráž hlídkové lodě FPB 110 MKI. Později vznikla verze MKII, objednaná roku 2016 Nigérií. Hlavní odlišností mezi oběma verzemi je, že plavidla varianty MKI pohánějí vodní trysky a verze MKII má klasické lodní šrouby. Třetím uživatelem třídy se stala Francie. Roku 2018 byly objednány dvě jednotky verze MKII a roku 2020 další dvě.

## Konstrukce (FPB110 MKII)
Trup a nástavby jsou vyrobeny ze slitin hliníku. Posádku tvoří 11 osob, přičemž na palubě jsou kajuty pro dalších šest. Plavidla jsou vybavena dvěma navigačními radary Furuno a dalšími senzory. Na zádi je nesen jeden rychlý 4,7metrový člun RHIB typu Zodiac. Nigerijská plavidla jsou vyzbrojena dvěma kulomety. Plavidlo ale může nést až 30mm kanón ve zbraňové stanici. Pohonný systém tvoří dva diesely MTU 16V 2000, každý o výkonu 2000 kW, pohánějící dva lodní šrouby s pevnými lopatkami. Nejvyšší rychlost dosahuje 30 uzlů. Dosah je 900 námořních mil při rychlosti 12 uzlů.

## Uživatelé
- Francie Gendarmerie Maritime – Roku 2018 objednány dvě hlídkové lodě verze MKII.[3] Zařazeny byly jako Kaladja (DF 34) se základnou v Pointe-à-Pitre na Guadeloupe a Sokan (DF 35) ve Fort-de-France. Dne 20. ledna 2020 byly objednány dva další čluny stejné verze. Jejich základnami se stanou Svatý Martin a Kourou. Dodány mají být roku 2021. Druhý pár plavidel ponese delší a rychlejší 7,5metrový člun RHIB a do jeho vybavení budou integrovány drony.[4]

- Kuvajt Kuvajtská pobřežní stráž zakoupila celkem 10 plavidel FPB 110 MKI (P300–P309).[1] Dodány byly v letech 2003–2005.[2]

- Nigérie Nigerijské námořnictvo v prosinci 2016 objednalo dvě hlídkové lodě FPB 110 MKII. Do služby byly přijaty jako Nguru (P187) a Ekulu (P188).[5] OCEA má dodat ještě druhý pár hlídkových lodí této třídy.[6]